# Trip Tucker
Trip Tucker, soprannome di Charles Tucker III, è un personaggio immaginario dell'universo fantascientifico di Star Trek. Interpretato dall'attore Connor Trinneer, appare nella serie televisiva Star Trek: Enterprise. Trip è l'Ingegnere capo e secondo ufficiale (cioè terzo in comando) dell'astronave Enterprise NX-01, nonché amico di vecchia data del capitano Jonathan Archer. 

## Storia del personaggio

### Universo canonico
È il terzo Charles Tucker della sua famiglia (gli altri due erano il papà e il nonno paterno): da qui il III nel nome e il diminutivo "Trip" che viene da "Triplo".
Conosce da anni il Capitano Archer, a cui è solito rivolgersi amichevolmente anche sul ponte di comando ignorando la gerarchia.
Competente nel suo lavoro, tende a reagire in modo impulsivo in ogni situazione. Il suo carattere molto emotivo lo porta, almeno inizialmente, a scontrarsi in più occasioni con la Vulcaniana T'Pol, la quale considera il suo atteggiamento primitivo, illogico e poco professionale.
Durante la missione Xindi, Tucker ha scoperto di provare un'attrazione per T'Pol e per un breve periodo i due sono stati amanti. Successivamente T'Pol ha allontanato Tucker, dichiarando che si trattava solo di un esperimento, mentre in realtà la vulcaniana era sotto gli influssi del Trillium D e questa sostanza nei Vulcaniani causa un accentuarsi delle emozioni. Successivamente i due hanno ripreso la loro relazione, seppure in modo clandestino. Tucker si rende conto di amare T'Pol durante un viaggio su Vulcano dopo la missione Xindi. Durante la presenza su Vulcano T'Pol accetta di sposare Koss in un matrimonio organizzato dalle famiglie. Anche la madre di T'Pol incoraggia Tucker a dichiararsi a T'Pol, ma Tucker decide di non farlo.
Quando la missione Xindi era a un punto cruciale, Tucker subisce un incidente e rischia di morire. L'unico modo di salvarlo è quello di creare una sorta di clone, iniettando il suo DNA in una delle creature del Dottor Phlox che ne replica il ciclo vitale, ma molto velocizzato (15 giorni), in modo da poter prelevare le cellule del suo cervello. Il clone viene chiamato Sim e diventa adulto nel giro di pochi giorni; mentre cresce, l'equipaggio si affeziona a Sim e la stessa T'Pol lo bacia (questo accade prima della relazione tra T'Pol e Tucker). Poco prima dell'operazione il dottor Phlox scopre che questa, che inizialmente riteneva innocua, sarà invece fatale. Il capitano Archer si dichiara pronto a sacrificare Sim ordinando l'estrazione delle cellule necessarie alla sopravvivenza di Tucker, data l'eccezionalità della situazione (l'ingegnere è essenziale per la riuscita della missione, e cioè salvare l'umanità); inizialmente i due si scontrano, ma poi Sim decide di sacrificarsi.
In una linea del tempo alternativa, Tucker prende il comando dell'Enterprise dopo l'allontanamento di Jonathan Archer e l'abbandono di T'Pol della Flotta Stellare.
Trip Tucker perse la sorella, Elizabeth, nell'attacco degli Xindi contro la Terra che distrusse la sua casa in Florida (la località è imprecisata). Ha un fratello maggiore di cui non si hanno notizie. I genitori scampati all'attacco si trasferiscono nel Mississippi.
In un'altra linea del tempo alternativa, Tucker e T'Pol si sono sposati e hanno avuto un figlio, Lorian.
I componenti di Terra Prime creano un clone con i DNA di Trip e T'Pol, ma la neonata muore poco tempo dopo per errori nel procedimento genetico. I due chiamano la bambina Elizabeth, come la sorella di Trip. Phlox scopre che un ibrido umano-vulcaniano può essere però generato e che quindi in futuro Trip e T'Pol avrebbero potuto avere figli. Ciononostante interromperanno la loro relazione e non concepiranno figli.
Tucker è noto per essere stato il primo maschio umano in stato di gravidanza.
Tucker sembra morire nel 2161 salvando la vita al capitano Archer quando l'Enterprise viene abbordata da dei criminali alieni, poco prima della conferenza che avrebbe visto la fondazione della Federazione dei Pianeti Uniti.

### Altri media
Nonostante ciò che viene narrato in Federazione prossima frontiera, Charles Tucker III è ancora vivo e vegeto nel romanzo di rilancio di Star Trek: Enterprise. Così come accennato nel romanzo Last Full Measure di Andy Mangels e Michael A. Martin, il libro di Enterprise The Good That Men Do (anche questo scritto da Mangels e Martin) rivela il vero fato di Tucker. Nel romanzo, una minaccia imminente costringe Tucker ad allearsi con la Sezione 31 per evitare che i Romulani attacchino la nascente Coalizione dei Pianeti Uniti. Con l'aiuto di Archer, Malcolm Reed e del dottor Phlox, Tucker finge la sua stessa morte in maniera simile a ciò che si vede nel finale di Star Trek: Enterprise, ma sei anni prima. Lasciata indietro la sua vita sull'Enterprise, Tucker si infiltra nello spazio romulano per prevenire una guerra interstellare.
La storia prosegue nel libro di Mangels e Martin Kobayashi Maru. Per far tornare Tucker in vita in modo convincente, il libro narra altri fatti su Tucker. In The Good That Men Do, viene mostrata la famiglia Tucker, con scene che coinvolgono i genitori Charles "Charlie" II e Elaine "Gracie" Tucker. Il romanzo cita anche il fratello di Trip, Albert, e il marito dello stesso Albert. Fornisce inoltre il secondo nome di Trip, Anthony. Il romanzo Last Full Measure descrive un Tucker invecchiato, mentore di un giovane Larry Marvick, progettista dell'USS Enterprise NCC-1701. In questa occasione, Tucker incontra la famiglia di James T. Kirk.

## Interpreti

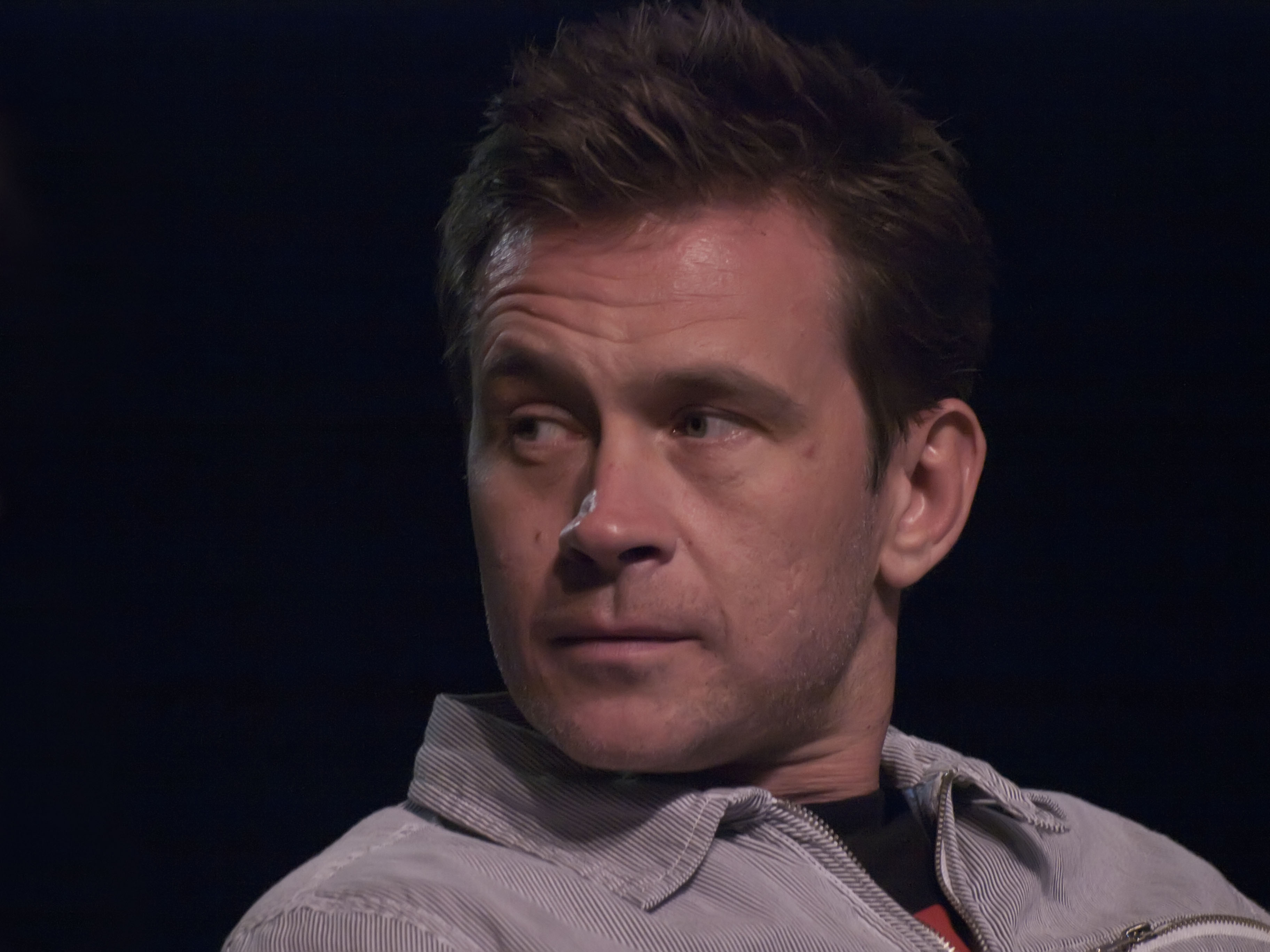
Connor Trinneer, interprete di Trip Tucker

## Filmografia
- Star Trek: Enterprise - serie TV, 96 episodi (2001-2005)

## Libri (parziale)

### Romanzi
- (EN) Keith R.A. DeCandido, The Brave and the Bold, collana Star Trek, The Brave and the Bold, vol. 1, New York, Pocket Books, 2002, ISBN 0743419227.